# Peter Reid (triathlon)
Pour les articles homonymes, voir Peter Reid et Reid.
Peter Reid, né le 27 mai 1969 à Montréal, est un triathlète canadien spécialisé dans l'Ironman et triple champion du monde de cette spécialité (en 1998, 2000 et 2003). Il fait partie de plusieurs Halls of Fame de sa discipline. Il détient la troisième performance sur la distance Ironman et le meilleur temps de l'histoire de cette spécialité sur la partie course à pied (correspondant à un marathon).

## Biographie

### Jeunesse
Né à Montréal, le jeune Peter Reid se dirige en premier lieu vers le ski alpin et devient membre de l'équipe du Québec. Il se découvre des facilités dans le cyclisme lors des sessions d'entrainement estivales. Mais avant d'envisager une carrière professionnelle, il se concentre sur ses études et entre à l'Université Bishop's de Sherbrooke. Il participe à son premier triathlon en 1989, sur l'invitation d'un camarade, avant d'être diplômé.

### Carrière sportive
Son diplôme obtenu, Peter Reid déménage par la suite à Victoria, où le climat est plus propice aux entrainements et où il côtoie de grands champions canadiens, comme les cyclistes Alison Sydor et Roland Green, ou encore les rameurs olympiques Derek Porter et Silken Laumann. Reid attribue sa réussite en partie à ses camarades de Victoria, qui le poussent à progresser.
Il prend comme entraineur Roch Frey à partir de 1994.
Il acquiert sa notoriété en remportant le championnat du monde d'Ironman à Kailua-Kona (Hawaï) à trois reprises (1998, 2000 et 2003), alors qu'il n'est pas parvenu à terminer l'épreuve lors de ses deux premières tentatives, en 1993 et 1994. C'est le premier Canadien qui inscrit son nom au palmarès de cette compétition et le troisième athlète, après Dave Scott et Mark Allen, à remporter dix Ironman dans sa carrière. Il compte un total de dix victoires dans cette spécialité, avec en plus trois deuxièmes places et quatre troisièmes places sur l'épreuve de Kona. En 1998, alors qu'il est en tête de huit minutes à deux milles de l'arrivée, Peter Reid reste convaincu qu'il sera dépassé et avoue plus tard s'être retourné 42 fois avant la ligne.
Sa victoire sur l'Ironman Autriche de 1999 reste la troisième course la plus rapide de l'histoire, avec un temps de 7 h 51 min 58 s, et surtout le temps le plus rapide de toute l'histoire sur la partie course à pied, réalisant un marathon en 2 h 35 min 21 s.
En juin 2006, il annonce la fin de sa carrière. Il reste un partenaire d'entrainement du coureur cycliste Ryder Hesjedal, vainqueur du Tour d'Italie 2012.

### Renommée
Peter Reid est intronisé dans plusieurs Halls of Fame. Il intègre ainsi le Greater Victoria Sports Hall of Fame en 2010,, le Canada Sports Hall of Fame en 2011 et le BC Sports Hall of Fame en 2013 et en 2016 dans  l'Ironman Hall of Fame.
Il a été élu quatre fois Triathlète de l'année, en 1998, 1999, 2000 et 2003, ainsi qu'athlète canadien de l'année (en 1998).

### Vie privée
Depuis sa retraite sportive, il est pilote d'hydravion sur la côte ouest du Canada.
Peter Reid est marié à la triathlète canadienne Lori Bowden depuis 2003, alors qu'ils s'étaient promis de se marier s'ils gagnaient chacun le championnat du monde d'Ironman, ce qui s'est produit cette année-là. Ils ont un fils en 2005, Tyson.

## Palmarès
Le tableau suivant présente les résultats les plus significatifs (podium) obtenus sur le circuit international de triathlon depuis en 1995.
| Année | Compétition                                  | Pays       | Position | Temps           |
| ----- | -------------------------------------------- | ---------- | -------- | --------------- |
| 2005  | Ironman - Championnat du monde à Kailua-Kona | États-Unis |          | 8 h 20 min 4 s  |
| 2005  | Ironman 70.3 Vineman                         | États-Unis |          | Timing          |
| 2004  | Ironman - Championnat du monde à Kailua-Kona | États-Unis |          | 8 h 43 min 40 s |
| 2003  | Ironman - Championnat du monde à Kailua-Kona | États-Unis |          | 8 h 22 min 36 s |
| 2002  | Ironman - Championnat du monde à Kailua-Kona | États-Unis |          | 8 h 33 min 6 s  |
| 2001  | Ironman Canada                               | Canada     |          | 8 h 27 min 47 s |
| 2000  | Ironman - Championnat du monde à Kailua-Kona | États-Unis |          | 8 h 21 min 0 s  |
| 2000  | Ironman Canada                               | Canada     |          | 8 h 29 min 49 s |
| 1999  | Ironman - Championnat du monde à Kailua-Kona | États-Unis |          | 8 h 22 min 54 s |
| 1999  | Ironman Autriche                             | Autriche   |          | 7 h 51 min 58 s |
| 1999  | Ironman Australie                            | Australie  |          | Timing          |
| 1998  | Ironman - Championnat du monde à Kailua-Kona | États-Unis |          | 8 h 24 min 20 s |
| 1998  | Ironman Australie                            | Australie  |          | Timing          |
| 1997  | Ironman Australie                            | Australie  |          | Timing          |
| 1997  | Ironman Lanzarote                            | Espagne    |          | Timing          |
| 1995  | Championnat du monde longue distance         | France     |          | 5 h 51 min 18 s |